# 异毛纲
异毛纲（学名：Heterotrichea）为纤毛虫门的一个纲，本纲仅一目，即异毛目。
传统分类系统中，异毛类为目级单位，称异毛目，归属旋毛纲。经分子生物学研究，发现其中的核心异毛类（即现异毛目）为独立的演化支，不属旋毛纲，故分出且提升为纲，而余下的非核心类群仍属旋毛纲。目前有些数据库中异毛纲下除异毛目外还有其他目，是旧分类体系的残留，根据最新分类系统，这些目应归属旋毛纲。